# 卡塔尼亞-豐塔納羅沙機場

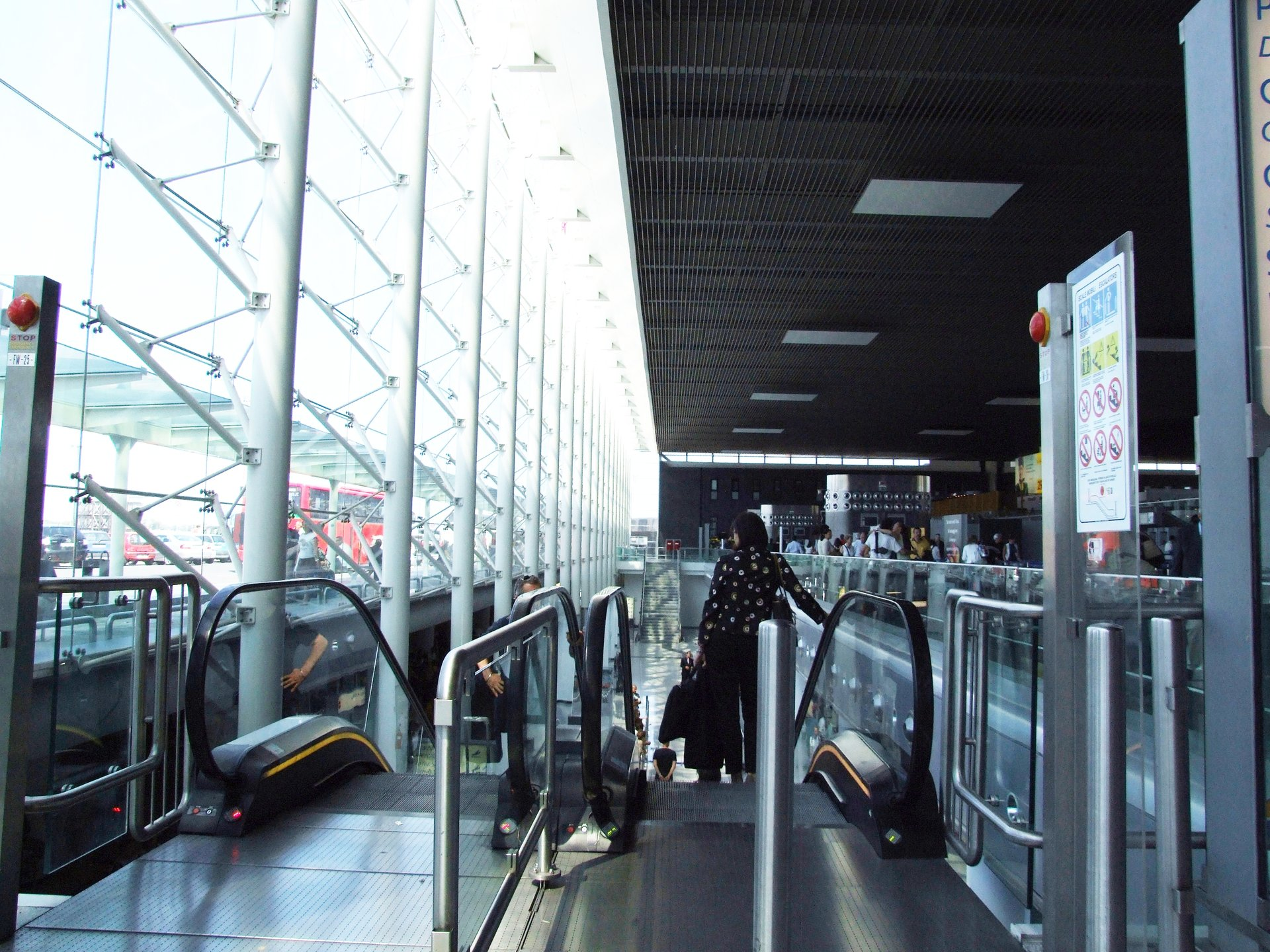
卡塔尼亞-豐塔納羅沙機場

卡塔尼亞-豐塔納羅沙機場（義大利語：Aeroporto internazionale Vincenzo Bellini di Catania-Fontanarossa），是一座位於意大利城市卡塔尼亞西南部的國際機場。
卡塔尼亞-豐塔納羅沙機場亦是在西西里島最繁忙的機場，並在2014年意大利最繁忙機場中排列第六位，客運量達7,304,012人次。各歐洲主要航空公司如意大利航空、漢莎航空 亦提供來往此機場的航班服務，並連接各歐洲主要城市，如羅馬、慕尼黑及柏林等。而低成本航空公司，如易捷航空和瑞安航空等則提供了來往休閒目的地的航班服務。

## 交通配套

### 汽車
機場交通便利，鄰近A19高速公路，連接卡塔尼亞與巴勒莫、西西里島中心地帶，亦可透歐洲E45公路連接敘拉古南部。乘客亦可以從航站樓坐的士到市中心，或附近的熱門旅遊點，包括敘拉古、陶爾米納和西部假勝地巴勒莫、馬爾薩拉等。

### 巴士
穿梭巴士提供卡塔尼亞機場市中心、中央火車站的巴士服務，亦有固定巴士服務接載旅客到島上其他地方。